# Petrove, raionul Kirovohrad, regiunea Kirovohrad
Petrove (în ucraineană Петрове) este un sat în comuna Osîtneajka din raionul Kirovohrad, regiunea Kirovohrad, Ucraina.

## Demografie
Componența lingvistică a localității Petrove
     Ucraineană (93,75%)
     Rusă (6,25%)
Conform recensământului din 2001, majoritatea populației localității Petrove era vorbitoare de ucraineană (93,75%), existând în minoritate și vorbitori de rusă (6,25%).